# Hannon Hill
Hannon Hill är en kulle i Antarktis. Den ligger i Östantarktis. Nya Zeeland gör anspråk på området. Toppen på Hannon Hill är 1 110 meter över havet.
Terrängen runt Hannon Hill är huvudsakligen kuperad, men åt sydost är den bergig. Trakten är obefolkad. Det finns inga samhällen i närheten. 